# Fundația de utilitate publică de astronomie Nagy Károly
Scopurile principale a Fundației, fondat în 2007 sînt: a face cunostință si a prezenta opera lui Károly Nagy, chimist, matematician, astronom și vulgarizator, a transmite cunoștințe de astronomie și de cercetări spațiale, și de reabilita din punct de vedere științific și cultural proprietatea de odinioară încluzînd și clădirile prezente de pe proprietatea lui. Pentru a realiza aceste scopuri Fundația colaborează cu municipiu Bicske, cu Asociația de Astronomie Maghiară, cu Biblioteca municipală Károly Nagy Arhivat în 29 octombrie 2012, la Wayback Machine., cu Oficiul pentru Patrimoniul Cultural Național din Ungaria, și cu alte organizații.
Fundația publică concursuri pentru a cerceta viața, proprietatea, instrumentele, etc. lui Károly Nagy. Ține conferințe de astronomie, de istoria astronomiei, de cercetări spațiale în întreaga Ungaria, iar la Bicske organizează demonstrații telescopice.